# 腺梗两色杜鹃
腺梗两色杜鹃（学名：Rhododendron dichroanthum sp. septentrionale）为杜鹃花科杜鹃花属下的一个亚种。